# Glenida suffusa
Glenida suffusa är en skalbaggsart som beskrevs av Charles Joseph Gahan 1888. Glenida suffusa ingår i släktet Glenida och familjen långhorningar.
Artens utbredningsområde är Taiwan. Inga underarter finns listade i Catalogue of Life.